# 9550 Victorblanco
9550 Victorblanco este un asteroid din centura principală de asteroizi.

## Descriere
9550 Victorblanco este un asteroid din centura principală de asteroizi. A fost descoperit pe 15 octombrie 1985 la Stația Anderson Mesa de Edward L. G. Bowell. Asteroidul prezintă o orbită caracterizată de o semiaxă mare de 2,64 ua, o excentricitate de 0,09 și o înclinație de 8,0° în raport cu ecliptica.